# 안젤라 서

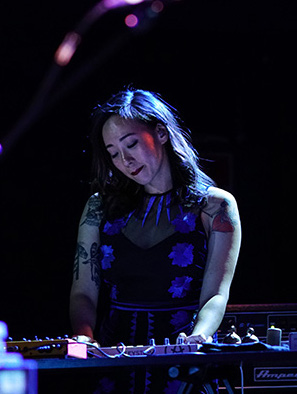

안젤라 서(Angela Seo, 본명: 서현혜)는 대한민국의 다악기 연주자이자 보컬리스트이다. 미국의 실험 음악 밴드 Xiu Xiu 소속이다. 2009년 Xiu Xiu에 합류하여 그녀가 직접 작사한 The Air Force부터 이 밴드의 모든 스튜디오 프로젝트에 참여했다. Xiu Xiu의 일원으로서 안젤라 서가 기여한 첫 번째 음반은 2010년의 Dear God, I Hate Myself이다. 안젤라 서는 밴드 Deal$와 XXL(Xiu Xiu Larsen)에서도 활동했다.

## 생애
미국 샌퍼낸도밸리에서 자랐다.

## 음반
솔로
- Strands (2021)

Xiu Xiu
- Dear God, I Hate Myself (2010)
- Always (2012)
- Angel Guts: Red Classroom (2014)
- Plays the Music of Twin Peaks (2016)
- Forget (2017)
- Girl with Basket of Fruit (2019)
- Oh No (2021)
- Ignore Grief (2023)

XXL (Xiu Xiu Larsen)
- Düde (2012)
- Puff O'Gigio (2018)